# NGC 6929
NGC 6929 (другие обозначения — PGC 64949, MCG 0-52-35, ZWG 373.35, NPM1G -02.0441) — галактика в созвездии Орёл.
Этот объект входит в число перечисленных в оригинальной редакции «Нового общего каталога».